# Episodi di The Black Donnellys
La prima e unica stagione della serie televisiva The Black Donnellys è stata trasmessa negli Stati Uniti tra il 26 febbraio 2007 e il 14 maggio 2007.
Negli USA sono stati trasmessi dalla NBC solo 6 episodi, i restanti 7 (ep.3, 8-13) sono stati trasmessi solo sul web. Il 3º episodio è stato trasmesso sul web per decisione dell'emittente, per via dei contenuti ritenuti troppo forti per essere trasmessi in chiaro.
In Italia la serie è trasmessa la domenica su Italia 1 alle ore 00.35.

Tommy Donnelly

| nº | Titolo originale                                         | Titolo italiano         | Prima TV USA     | Prima TV Italia   |
| -- | -------------------------------------------------------- | ----------------------- | ---------------- | ----------------- |
| 1  | Pilot                                                    | Una lunga storia        | 26 febbraio 2007 | 7 settembre 2008  |
| 2  | A Stone of the Heart                                     | Un cuore di pietra      | 5 marzo 2007     | 14 settembre 2008 |
| 3  | God Is a Comedian Playing to an Audience Afraid to Laugh | Scherzi del destino     | 5 marzo 2007     | 21 settembre 2008 |
| 4  | The World Will Break Your Heart                          | La veglia dei sospetti  | 12 marzo 2007    | 28 settembre 2008 |
| 5  | Lies                                                     | Bugie                   | 19 marzo 2007    | 28 settembre 2008 |
| 6  | Run Like Hell                                            | Correre via             | 26 marzo 2007    | 5 ottobre 2008    |
| 7  | The Only Thing Sure                                      | L'unica cosa certa      | 2 aprile 2007    | 5 ottobre 2008    |
| 8  | In Each One a Savior                                     | Estorsione              | 9 aprile 2007    | 12 ottobre 2008   |
| 9  | All of Us Are in the Gutter                              | Due vite separate       | 16 aprile 2007   | 12 ottobre 2008   |
| 10 | When The Door Opens                                      | Quando si apre la porta | 23 aprile 2007   | 19 ottobre 2008   |
| 11 | Wasn't That Enough?                                      | Dolorosa verità         | 30 aprile 2007   | 26 ottobre 2008   |
| 12 | The Black Drop                                           | La goccia nera          | 7 maggio 2007    | 26 ottobre 2008   |
| 13 | Easy Is The Way                                          | La resa dei conti       | 14 maggio 2007   | 9 novembre 2008   |

## Una lunga storia
- Titolo originale: Pilot
- Diretto da: Paul Haggis
- Scritto da: Paul Haggis e Robert Moresco

La storia inizia con Joey "Ice Cream" che racconta all'FBI chi sono i Donnelly e quello che è successo. Inizia raccontando loro del rapimento di Lewis Downtown (nipote del boss locale della mafia italiana) ad opera di Kevin e Jimmy Donnelly per un sostanzioso riscatto; succede però che lo zio di Downtown, Sal Minetta, scopre chi sono ed un suo collaboratore (Nicky Cottero) insieme ad un suo amico picchiano e mandano all'ospedale il fratello minore dei Donnelly (Sean). Jimmy quindi spara e uccide Lewis mentre Tommy (secondogenito dei quattro fratelli) insieme a Kevin uccidono Sal e Yui (capi delle mafia italiana ed irlandese) spinti non solo dal sentimento di vendetta per il loro fratello, ma anche perché Tommy giurò che non avrebbe permesso a nessuno di fare mai del male ai suoi fratelli. Questo giuramento venne fatto perché quando ancora era piccolo rubò un'auto e per non investire Joey scattò di lato prendendo la gamba di Jimmy, tuttavia l'unico che lo vide fu Joey e Jimmy non seppe mai nulla.
Jimmy inoltre ricorda che loro padre (Bobby) venne ucciso da italiani.